# エドワード・エリオット (1722年没)
エドワード・エリオット（英語: Edward Eliot、1684年ごろ – 1722年9月18日）は、イギリスの政治家。庶民院議員を務めた。最初はトーリー党に所属したが、官職を得られなかったため1714年にホイッグ党に転じ、ジョージ1世の治世でコーンウォール公領歳入長官（receiver of the revenues of the Duchy of Cornwall、在任：1715年 – 1720年）と内国消費税徴税官（commissioner of excise、1720年 – 1722年）を務めた。

## 生涯
海軍軍人ウィリアム・エリオット（William Eliot、1694年7月2日以降没、ニコラス・エリオットの息子）と妻アン（Anne、旧姓ウィリアムズ（Williams）、1723年4月11日没、ローレンス・ウィリアムズの娘）の息子として、1684年ごろに生まれた。弟に庶民院議員リチャード・エリオットがいる。1702年に親族ダニエル・エリオットの領地を継承した。1703年3月9日、オックスフォード大学エクセター・カレッジに入学した。
1705年12月、セント・ジャーマンズ選挙区の補欠選挙に出馬して、無投票で当選した。以降1708年、1710年、1713年に再選した。議会ではトーリー党の一員であり、1710年にヘンリー・サシェヴェラルの弾劾裁判で反対票を投じた。1710年から1714年まではトーリー党政権にもかかわらず求めていたコーンウォール公領歳入長官（receiver of the revenues of the Duchy of Cornwall）の官職を得られず、1714年3月にはリチャード・スティールの議会追放に反対票を投じるなど離反傾向がみられ、同年にジョージ1世が即位してホイッグ党が政権を握るとエリオットはホイッグ党に転じた。
1715年イギリス総選挙では出馬しなかったが、自身の懐中選挙区であるセント・ジャーマンズ選挙区で与党候補を当選させたため、同年3月にコーンウォール公領歳入長官に任命された。1718年11月に政府の支持を受けてロストウィシエル選挙区の補欠選挙で当選すると、1719年に便宜的国教徒禁止法と教会分裂阻止法の廃止法案に賛成票を投じ、同年の貴族法案にも賛成票を投じた。1720年にコーンウォール歳入長官を退任したほか、同年6月に内国消費税徴税官（commissioner of excise）の1人に任命されたため、庶民院議員を辞任した。
1722年4月、総選挙出馬のために消費税徴税官を辞任した。この総選挙ではかねてより影響力を拡大していたリスカード選挙区で当選したが、その5か月後の1722年9月18日に死去、29日にセント・ジャーマンズで埋葬された。

## 家族
スーザン・コリトン（Susan Coryton、1714年1月4日埋葬、第3代準男爵サー・ウィリアム・コリトンの娘）と結婚したが、2人の間に子供はいなかった。
1718年4月、エリザベス・クラッグス（Elizabeth Graggs、1695年ごろ – 1765年4月25日、郵政長官ジェームズ・クラッグスの娘）と再婚、1男1女をもうけた。
- ジェームズ（1718年ごろ – 1742年11月24日[2]）
- エリザベス（1722年7月9日 – 1723年1月24日埋葬[2]）